# Kongregace svatého Michaela
Kongregace svatého Michaela (latinsky Congregatio Sancti Michaeli) je katolická kongregace (institut diecézního práva) založená v roce 1920 Alfrédem Pattlochem.

## Historie
Tato kongregace byla založena v litoměřické diecézi na konci roku 1920 farářem Alfrédem Pattlochem (* 16. listopadu 1873 v Kolíně nad Rýnem, ordinován 17. července 1904). Tam působil nejdříve jako katecheta v Předlicích a později se stal farářem v Krupce. Tam se rozhodl k založení zvláštní kongregace, která obdržela diecézní schválení zveřejněné 15. května 1921.
Založená kongregace sv. Michaela archanděla byla klášterním sdružením německých kněží. Jeho členové se věnovali především tiskovému apoštolátu jak doma, tak i v misijních zemích. Kongregace podporovala i exerciční hnutí a lidové misie. Sám základatel P. Pattloch byl činný jako misionář již od roku 1921. Zprvu byly sídlem kongregace Sobědruhy u Teplic, farnost Krupka, kde zřídil P. Pattloch dům sv. Michaela. Sám se stal prvním superiorem nové kongregace.
Kongregace měla vždy malý počet členů a skládala se z kněží a laiků. Po odchodu P. Pattlocha do Bíliny tam bylo přeneseno sídlo kongregace (1921-1945). Od roku 1923 vydávala kongregace měsíčník „Meč sv. Michaela“ (Das Schwert des heilig. Michael).
Tento zvláštní apoštolát se podle vydaného návrhu působnosti měl vztahovat na získávání a přebírání tiskáren, vydávání a kolportáž katolických tiskovin a časopisů, získávání redaktorů, zřizování veřejných půjčoven knih, zřizování knihkupectví atd. Dále měl získávat a zprostředkovávat řečníky pro schůze katolických spolků, získávat své příslušníky pro konání lidových misií a exercicií se současným prosazováním katolického tisku. Kongregace byla vyvolána v život především tehdejšími poměry a chtěla zamezit rozšiřování a působení protináboženského tisku a nahradit ho podle možnosti tiskem katolickým.